# Abapeba wheeleri
Abapeba wheeleri is een spinnensoort uit de familie van de loopspinnen (Corinnidae).
De wetenschappelijke naam van de soort werd in 1930 als Corinna wheeleri gepubliceerd door Alexander Petrunkevitch.